# فرودگاه لیل
فرودگاه لیل (به فرانسوی: L'aéroport de Lille) یک فرودگاه همگانی با کد یاتا LIL است که یک باند فرود آسفالت دارد و طول باند آن ۲۸۲۵ متر است. این فرودگاه در شهر لیل (فرانسه) کشور فرانسه قرار دارد و در ارتفاع ۴۸ متری از سطح دریا واقع شده‌است.

## شرکت‌های هواپیمایی و مقصدهای پروازی
The following airlines operate regular scheduled and charter flights to and from Lille:
| شرکت‌های هواپیمایی                          | مقصدهای پروازی |
| ------------------------------------------ | --- |
| ایجین ایرلاینز                             | فصلی: آتن |
| ایگل آزور                                  | هواری بومدین، اس سینیا وهران |
| هواپیمایی الجزایر                          | هواری بومدین، اس سینیا وهران |
| ایزی‌جت                                     | بیاریتس – انگلت – بییون, بوردو–مریگناک، فارو، لیسبون پورتلا، میلانو مالپنسا (پایان در ۲۷ اکتبر ۲۰۱۷), نانت آتلانتیک, ناپل، نیس کوت دازور، تولوز-بلانیاک، ونیز مارکو پولو                                                                                |
| easyJet Switzerland                        | ژنو |
| هاپ!                                       | اسخیپول آمستردام، بوردو–مریگناک، لیون-سینت اگزوپری، مارسی پروانس، نانت آتلانتیک، نیس کوت دازور، استراسبورگ، تولوز-بلانیاک فصلی: آیاتچو – ناپلئون بنوپارت، باستیا – پورتا، بیاریتس – انگلت – بییون، کلوی–سینت-کاترین، فیگاری ساد-کورسه، پرپینیان-ریوسالت |
| نوول‌ایر                                    | فصلی: دیربا–زارزیس |
| رایان‌ایر                                   | مارسی پروانس، فرنسیسکو جسا کارنئیرو (پایان در ۴ نوامبر ۲۰۱۷) |
| اسمارت‌وینگز اجرا توسط تراول سرویس ایرلاینز | فصلی: هراکلین, فارو, پالما د مایورکا، تنریف جنوبی |
| TUI fly Belgium                            | فصلی: اگادیر المسیره، مراکش-منارا چارتر فصلی: کگلیاری-الماس، کاتانیا-فونتاناروسا، کالاماتا، پالرمو، آراکسوس، اسپلیت |
| ولوتی                                      | فصلی: آیاتچو – ناپلئون بنوپارت، باستیا – پورتا، فیگاری ساد-کورسه، پالما د مایورکا |
| ویولینگ                                    | بارسلونا-ال پرات فصلی: پالما د مایورکا |
| ایکس‌ال ایرویز فرانسه                       | فصلی: مارتینیک امه سزر (آغاز از ۳ آوریل ۲۰۱۸) |